# Château de Dieppe
 (février 2021).
Le château de Dieppe est un ancien château fort, construit à partir de 1188, détruit en 1195 et reconstruit pour l'essentiel au XVe siècle, qui se dresse sur le territoire de la commune française de Dieppe, dans le département de la Seine-Maritime, en région Normandie. Il abrite depuis 1923 le musée municipal de Dieppe.
Le château, propriété de la ville de Dieppe, est partiellement classé au titre des monuments historiques.

## Localisation
Le château est bâti, sur une terrasse, à mi-hauteur sur le flanc de la falaise de Caude-Côte, à environ 30 mètres au-dessus du niveau de la mer, dominant à l'est la ville normande de Dieppe, dans le département français de la Seine-Maritime. Le château a été construit pour assurer la défense de la ville en surveillant les côtes de la Manche.

## Historique

### Les origines
L'origine exacte du château prête à confusion. Il fut certainement construit sur l'emplacement d'un premier castrum, probablement une « fortification assez sommaire et éphémère » édifiée, vers 1188, par Henri II Plantagenêt puis Richard Cœur de Lion, et détruit par Philippe Auguste en 1195.
Le vestige le plus ancien aujourd'hui est la « tour primitive » ou tour ouest. D'un diamètre de 11 mètres, ses murs font 2 mètres d'épaisseur. Un escalier en bois, intérieur ou extérieur permettait d'accéder aux étages. Sa construction, située vers 1360, est concomitante à celle d'une enceinte fortifiée autour de la ville, alors menacée par les Flamands et les Anglais. La tour était reliée au système de fortification qui entourait la ville. Elle est munie d'archères, encore visibles aujourd’hui. Il en est fait mention dans une ordonnance de Jean le Bon s'adressant au vicomte de Neufchâtel et d'Arques de donner au capitaine de Dieppe les sommes nécessaires pour « tourner et convertir es forteresses et es cais et getées de ladite ville et non ailleurs » en 1354.

### Le château royal

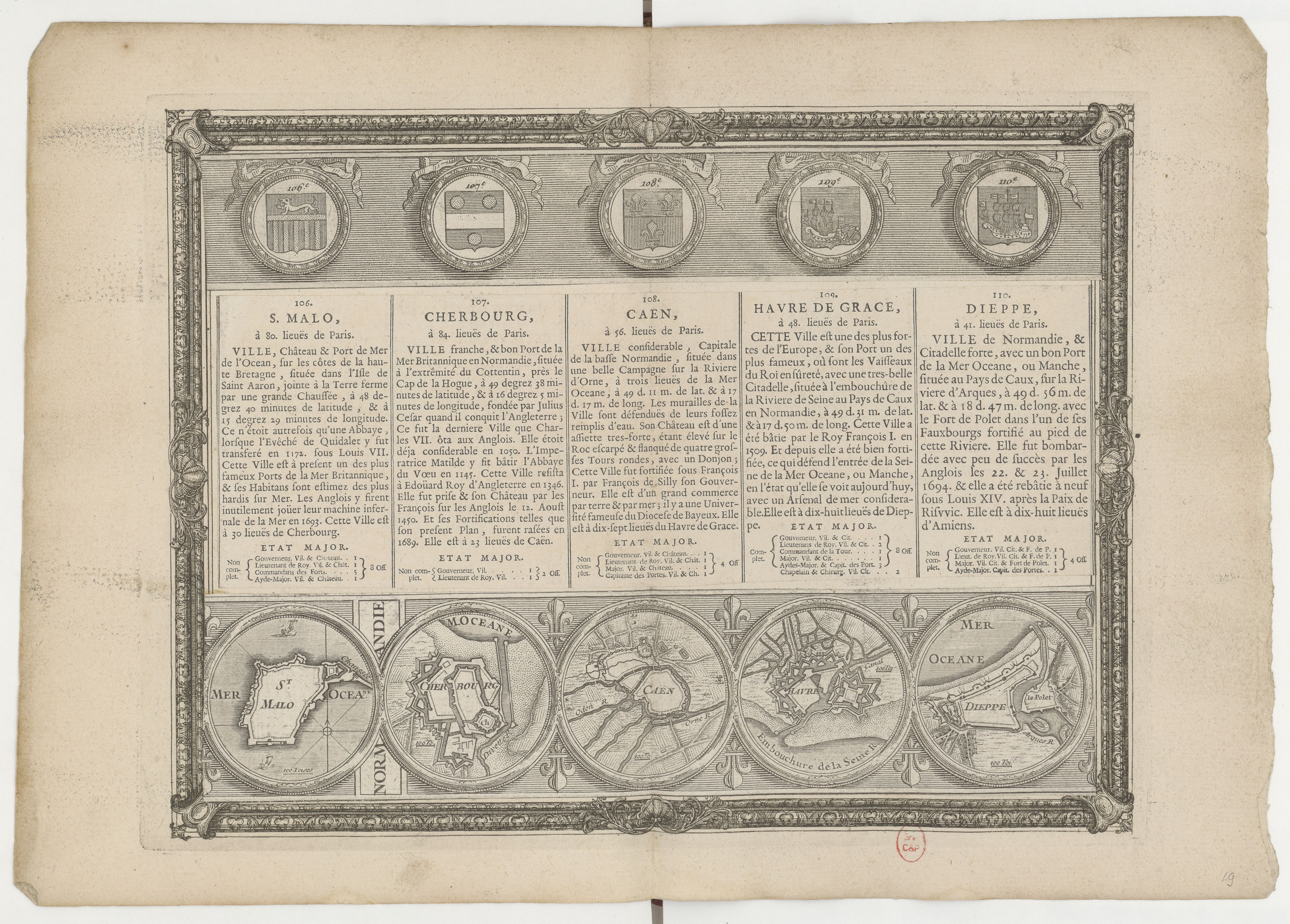
Dieppe dans lAtlas topographique de Pierre Lemau de La Jaisse en 1749.

La mort du régent Bedford (Jean de Lancastre) le 14 septembre 1435 donne aux Normands rebelles l'occasion de se révolter. Le 28 octobre, un chef de bande, Charles des Maretz, prend la ville d'assaut et la libère de l'occupation anglaise. Soutenu par des petits seigneurs et par des détachements français aux ordres de la Hire, les paysans se soulèvent amenant la libération de Fécamp et d'Harfleur. S'ensuit une riposte anglaise ; les paysans sont massacrés et les villes reprises à l'exception d'Harfleur qui résistera jusqu'en 1447 et Dieppe, que les Anglais ne pourront jamais enlever, son gouverneur, des Maretz obtient l'autorisation d'agrandir la place et reconstruit une puissante forteresse, que les Bourguignons du Téméraire ne pourront prendre en 1472. Deux autres tours rondes sont alors élevées. Une quatrième tour, probablement carrée et dont il ne reste plus de traces aujourd'hui, est installée sur le côté est. L'ensemble est relié par des courtines, formant ainsi un plan rectangulaire. Ce château royal est muni de deux pont-levis, édifiés pour protéger les entrées : la porte des champs et celle donnant vers la ville. En 1472, le château résista aux Bourguignons du Téméraire.
Une fois la paix revenu, la forteresse servira de logis aux gouverneurs, comme Jean Ango, Aymar de Chastes, etc., qui la renforceront tout au long des XVIe et XVIIe siècles. Dans la première moitié du XVIe siècle, une nouvelle campagne de renforcement défensif est imposée à la suite des progrès réalisés par l'artillerie. Une barbacane est construite pour protéger la façade sud-est, ainsi qu'une nouvelle tour, détachée au pied du château et reliée au reste des fortifications. À la fin du XVIe siècle, une tour carrée est édifiée au sud tandis que l'enceinte est prolongée dans cette direction. Elle intègre la tour Saint-Rémy. Cette tour est un vestiges d'une ancienne église désaffectée en 1522.
Lors des guerres de Religion, en 1562, soutenus par des navires anglais, les huguenots parviennent à s'emparer de la place. Ensuite, les ligueurs du duc de Mayenne (Charles de Mayenne) et Henri IV, entre 1589 et 1594 se disputent le château.
Construit comme une forteresse capable de résister aux assauts et aux sièges, le château évolue au XVIIe siècle. Les progrès de l'armement lui donnent des rôles de résidence et de caserne. On y perce alors de larges et hautes fenêtres, des toitures en poivrière couvrent les terrasses des tours. Le château devient un lieu d'habitation et de réception. La cour en est l'illustration en adoptant une fonction d'apparat. Sur la partie sud-ouest du château, une caserne est édifiée en 1630, à l'emplacement de l'actuelle salle d'exposition temporaire du musée.
En 1650, la duchesse de Longueville, Anne-Geneviève de Bourbon-Condé, épouse du duc d'Orléans et sœur du prince de Conti, rassemble au château les seigneurs frondeurs, essayant vainement de soulever la Normandie, avant de devoir plier devant l'armée royale. La duchesse, enfermée dans le château, s'enfuit par une fenêtre et gagnera Le Havre puis Rotterdam,.
En 1694, la flotte anglo-hollandaise bloque le port et à la suite d'un violent bombardement, la ville est détruite et le château endommagé.
Durant plusieurs siècles, le château est exclusivement habité par des soldats. On y trouve des installations rustiques mais essentielles à leur vie quotidienne : citerne récupérant les eaux de pluie, cuisines avec fours à bois, lieu de stockage pour les armes et les munitions, etc. Au XVIIIe siècle, sur son flanc sud est érigé un long polygone de remparts.

### La fin de l'usage militaire
Progressivement l'usage militaire du lieu décline. La Révolution française trouve son intérêt politique en transformant l'édifice en geôle pour y enfermer les contre-révolutionnaires. Au XIXe siècle, le château est transformé en caserne.
En 1829, Dieppe est déclassée comme place de guerre, à l'exception notable du château. Dieppe devient à partir de 1870 une ville balnéaire et touristique importante. Dans l'esprit romantique de l'époque, le château se transforme progressivement en un lieu de promenade. Le déclassement du château intervient quant à lui en 1899. En 1903, la ville rachète l'édifice.
Celui-ci ne retrouvera sa fonction militaire qu'à deux occasions : 
- pendant la Première Guerre mondiale, il servira de base pour les soldats anglais après la libération ;
- Pendant la Seconde Guerre mondiale, lors de la construction du mur de l'Atlantique. Le château est alors à nouveau utilisé comme place-forte par l'armée allemande. L'ensemble des défenses est constitué de murs et de blockhaus, venus renforcer les murailles et les enceintes anciennes du château.

En 1944, l'édifice sera gravement endommagé à la suite de l'explosion d'un dépôt de minutions situé à proximité.

## Musée municipal
En 1923, le musée municipal créé en 1897 et initialement installé au centre ville est transféré dans le château. C'est Georges Lebas, nommé conservateur en 1913 qui effectue le déménagement des collections.
En 1930, la statue de Jean Vauquelin, réalisée par le sculpteur dieppois Eugène Bénet, est installée sur l'esplanade nord, face à la mer.

## Description
Le château de Dieppe isolé par de profonds fossés, reconstruit au milieu du XVe siècle est rattaché à la ville qui est fortifiée au XVe siècle. Il est l'un des derniers châteaux forts du Moyen Âge. Les fortifications sont construites en silex brut, renforcées d'assises de grès et de chaînage de pierre blancs horizontaux. Il comprend deux ensembles distincts : le château médiéval et la citadelle du XVIIe siècle.

### Le château médiéval
Le château médiéval s'ordonne autour d'un quadrilatère irrégulier, flanqué aux angles de trois tours rondes et s'ouvrant sur une cour intérieure. La tour du nord-ouest, du XIVe siècle, la plus ancienne et la plus grosse est adossée à la courtine ouest laquelle est construite au XVIe siècle en appareil régulier et couronnées de mâchicoulis et d'un chemin de ronde couvert. La tour du sud-ouest, la quatrième, a fait place à un pavillon carré. Quant à la courtine est, elle est modifiée au XVIIe siècle avec l'ajout de logis, mais a conservé en son milieu un grand redent rectangulaire.

### La citadelle duXVIIesiècle
Située au sud, elle se compose d'un boulevard semi-circulaire et d'une vaste esplanade fortifiée, et prend appui sur les tours de l'ancienne église Saint-Rémy du XIVe siècle.

## Protection
Au titre des monuments historiques :
- le corps de logis du front nord flanqué de deux tours rondes ; l'aile à la suite sur la face ouest couronnée par des mâchicoulis ; la poterne contiguë et les bâtiments crénelés jusqu'à la petite échauguette du XVIIe siècle ; la tour Saint-Rémy et le logis avec sa tour, sis à l'est, dominant la plage et se reliant au bâtiment principal du front nord, sont classés par la liste de 1862 ;
- l'ensemble du système défensif du château, assiette foncière, y compris les vestiges enfouis (à l'exclusion de l'extension du musée) sont classés par arrêté du 10 mai 1995.